# Ewa Bibańska
Ewa Bibańska (ur. 11 stycznia 1955 w Warszawie) – polska reżyserka i scenarzystka filmów animowanych. Jest absolwentką ASP w Warszawie.
Jest scenarzystką i reżyserką filmu animowanego „Portret niewierny” ze zdjęciami Zbigniewa Sokalika i muzyką Jana Kantego Pawluśkiewicza z 1981 r. Film na krakowskim Ogólnopolskim Festiwalu Filmów Krótkometrażowych zdobył nagrodę Brązowego Lajkonika za najlepszy debiut. Znalazł się też w „Antologii Polskiej Animacji”, wydanej nakładem Narodowego Instytutu Audiowizualnego w 2008 r. Był pokazywany na różnych festiwalach, np. w 2004 r. na szczecińskim przeglądzie 55 lat polskiej animacji w kinie Kontrasty, i w 2017 r. w Nowym Jorku w ramach przeglądu The 70th anniversary of Polish animation.
W 1984 r. zrealizowany przez nią rok wcześniej film pt. „Koniec” również zdobył na krakowskim festiwalu nagrodę Brązowego Lajkonika i nagrodę złoty Miqueldi de Plata na międzynarodowym festiwalu Zinebi w Bilbao. Zdjęcia do tego filmu są autorstwa Jana Ptasińskiego, a muzykę ponownie skomponował Jan Kanty Pawluśkiewicz.
Jest członkinią Stowarzyszenia Filmowców Polskich.